# Хроматофор
Хроматофоры (от греч. χρῶμα — цвет и греч. φορός — несущий) — пигментсодержащие или светоотражающие клетки у животных и человека (то же, что и пигментные клетки), либо пигменосодержащие внутриклеточные органеллы у растений и микроорганизмов.
Созревшие хроматофоры разделяются на подклассы по цвету (более точно «тону») в белом свете:
| название   | цвет               | этимология |
| ---------- | ------------------ | ---------- |
| ксантофоры | желтый             |            |
| эритрофоры | красный            |            |
| иридофоры  | (отражение/сияние) |            |
| лейкофоры  | белый              |            |
| меланофоры | чёрный/коричневый  |            |
| цианофоры  | синий              |            |

Хроматофоры содержатся в тканях растений и придают им окраску. Клетка, в состав которой входит пигмент. У человека такие клетки, богатые гранулами меланина, обнаруживаются в коже, в волосах, а также в радужке и сетчатке глаза.1) у животных и человека — то же, что пигментные клетки. 2) У растений — органеллы бурых и зелёных водорослей, имеющие ленточную (например, у Spirogira) и звездчатую форму. Отделены, подобно хлоропластам высших растений, от цитоплазмы клетки двуслойной белково-липидной мембраной. Содержат хлорофиллы, каротиноиды и др. компоненты; в них осуществляется фотосинтез. 3) У микроорганизмов — органеллы фотосинтезирующих бактерий, не отделённые, как правило, от цитоплазмы оболочкой. Содержат бактерио-хлорофиллы, каротиноиды и ряд переносчиков электронов, а также ферменты, участвующие в синтезе пигментов; в них осуществляется фотосинтез.
Некоторые биологические виды могут быстро изменять свой цвет с помощью механизмов, которые перемещают пигменты и переориентируют отражающие плашки с хроматофором. Этот процесс часто используется для маскировки и называется физиологической смена цвета. Головоногие, например осьминоги, имеют сложные хроматофорные органы, управляемые мускулами которые позволяют сменить цвет, в то время как позвоночные, например хамелеоны, добиваются аналогичного эффекта с помощью клеточной сигнализации. Сигналы переносятся в клетку гормонами или нейромедиаторами и могут запускаться изменениями в настроении, температуре среды, стрессом или видимыми изменениями в окружающей среде.
В отличие от холоднокровных животных, млекопитающие и птицы имеют только один класс клеток похожих на хроматофоры: меланоциты. Их эквивалент у холоднокровных — меланофоры, изучаются учёными, чтобы понять человеческие заболевания и используются в качестве инструмента при разработке лекарственных средств.

## Этимология
Термин хроматофор происходит от древнегреческих слов греч. χρωμα, означающего «цвет» и греч. φορο, «несущий». Для обозначения окрашенных клеток у млекопитающих и птиц используется термин хроматоцит (греч. κυτεозначает «клетка»). У этих групп животных был обнаружен только один тип хроматоцитов — меланоциты.

## Классификация
Уровень представлений о внутренней структуре и окраске хроматофоров, необходимый для создания детальной классификации, был достигнут только в 60 годы 20 века. К биохромам относятся истинные пигменты, такие как каротиноиды и птеридины. Указанные пигменты избирательно поглощают часть видимого солнечного спектра и отражают другую. Хемохромы, также известные как «структурные цвета», создают окраску путём отражения волн определённой длины при пропускании других, путём интерференции и путём рассеивания.
Не все клетки, содержащие красящие пигменты, относятся к хроматофорам (Но все хроматофоры содержат пигменты, либо светоотражающие структуры, за исключением). Например, гем является биохромом (красителем), придающим крови характерный красный цвет и встречается в красных кровяных клетках (эритроцитах), которые генерируются на протяжении всей жизни в костном мозге, в противоположность хроматофорам, генерирующимся в процессе эмбрионального развития. Поэтому эритроциты не относятся к хроматофорам.

### Ксантофоры и эритрофоры
Ксантофорами называются хроматофоры, содержащие большое количество жёлтых пигментов. Везикулы (пузырьки), наполненные птиридином и каротиноидами, могут встречаться в одной клетке, в таком случае её окраска определяется соотношением количества красных и жёлтых пигментов. Таким образом деление по цвету носит довольно условный характер.
Способность синтезировать птеридины из трифосфата гуанозина является характерным признаком хроматофоров, но ксантофоры, по всей вероятности, могут синтезироваться другими способами, что приводит к повышению содержания жёлтых пигментов. Каротиноиды, напротив, выделяются из пищи и накапливаются в эритрофорах. Этот факт был установлен впервые путём выращивания зелёных (в норме) лягушек на диете из сверчков, лишённых каротина. 

### Иридофоры и лейкофоры
Иридофорами называются окрашенные клетки, которые отражают свет с помощью хемохромов из кристаллизованного гуанина. Дифракция падающего света на гранях гуаниновых пластин вызывает появление характерной переливающейся (иридирующей) окраски. 

### Меланофоры
Меланофоры содержат эумеланин — разновидность меланина, пигмент чёрного или тёмно-коричневого цвета, обусловленного высокой светопоглощающей способностью. Эумеланин содержится в пузырьках, называемых меланосомами, и распределён по всему объёму клетки. Основным ферментом в синтезе меланина служит тирозиназа. Нарушение функционирования тирозиназы приводит к альбинизму вследствие невозможности синтеза меланина.
Меланофоры являются наиболее широко изучаемыми клетками. Этому способствует их заметный цвет, высокое содержание в клетках, а также факт, что меланоциты — аналоги меланофоров, являются единственным классом пигментсодержащих клеток человека. Тем не менее, существуют различия между меланофорами и меланоцитами. разновидность меланина. Меланоциты способны наряду с эумеланином синтезировать жёлтый/красный пигмент феомеланин.

### Цианофоры
В 1995 году было показано, что яркие голубые цвета некоторых видов мандаринок обусловлены циансодержащими биохромами, а не хемохромами. Данный пигмент, встречающийся у как минимум двух видов семейства Callionymidae, очень редок в животном мире, синий цвет обычно обусловлен наличием хемохроматиков. Эти данные позволяют говорить о наличии особого типа хроматофоров — цианофоров.

## Физиологическая смена цвета
Многие виды обладают способностью перемещать пигмент внутри хроматофоров, что позволяет им менять цвет. Этот процесс, известный как физиологическая смена цвета, является хорошо изученным на примере меланофоров. Это обусловлено тем, что меланин является наиболее тёмным и заметным пигментом. У большинства вида, с относительно тонкой кожей, кожные меланофоры обычно имеют плоскую форму и покрывают большую площадь. У животных с толстой кожей, примером которых могут служить рептилии, кожные меланофоры часто объединяются в трёхмерные блоки с другими хроматофорами. Указанные кожные комплексы хроматофоров состоят из верхнего слоя ксантофора или эритрофора, следующего за ним иридофора и нижнего меланофорвого слоя, тяжи которого покрывают иридофоры.
Оба типа кожных меланофоров играют важную роль в процессе физиологической смены цвета. Плоские кожные меланофоры часто перекрывают другие хроматофоры, таким образом, что когда пигмент распределён по всей клетке, кожа приобретает тёмную окраску. Когда пигмент сосредотачивается ближе к центру клетки, пигменты других хроматофоров выступают ближе к поверхности и кожа приобретает цвет. Аналогично, после того как меланин собирается в кожном хроматофорном комплексе, кожа приобретёт зелёный цвет, в результате фильтрации отражённого иридофорами света через слой ксантофоров. Поскольку другие биохроматические хроматофоры также проявляют способность к перемещению пигмента, животные с разнообразными хроматофорами могут приобретать разнообразные цвета за счёт использования divisional effect.

## Хроматофоры головоногих
У двужаберных моллюсков имеются сложные органы, использующиеся ими для быстрой смены цвета. Особенно отчётливо эта способность проявляется у ярко окрашенных кальмаров, каракатиц и осьминогов. Каждый хроматофорный комплекс состоит из одного хроматофора и многочисленных мышечных, нервных клеток, нейроглии и оболочки. Внутри хроматофора гранулы пигмента находятся в особом мешочке. Изменение цвета обеспечивается за счёт деформации этих мешочков, приводящей к изменению их оптических качеств. Этот механизм отличается от механизма физиологической смены цвета у рыб, земноводных и рептилий.
Осьминоги проявляют способность управлять хроматофорами. Нервы, управляющие хроматофорами располагаются в головном мозгу в порядке, соответствующей распределению хроматофоров, которыми они управляют. Это предположение объясняет, почему при последовательном возбуждении нейронов, смена цвета имеет волновой характер. Как и хамелеоны, головоногие используют физиологическую смену цвета для коммуникации. Кроме того, головоногие, с их поразительно точной способностью подстраиваться под цвет и текстуру окружающего фона, являются рекордсменами животного мира по мимикрии.

## Бактерии
Также хроматофоры были обнаружены в мембранах фототрофных бактерий. Здесь они используются главным образом для фотосинтеза, содержат пигмент бактериохлорофилл и каротиноиды. У пурпурных бактерий, например Rhodospirillum rubrum светопоглощающие белки расположены в мембране хроматофора. Однако, в зелёных серных бактериях они расположены в особых антенных комплексах, которые называются хлоросомы.